# Twardość niewęglanowa
Twardość niewęglanowa, twardość trwała, twardość nieprzemijająca – twardość wody wywoływana głównie przez sole wapnia i magnezu. Najczęściej są to siarczany (między innymi CaSO4), dające trudny do usunięcia kamień gipsowy, oraz chlorki. Sole te mogą być naturalnie obecne w wodzie, jak i powstawać wtórnie, na przykład w trakcie jej gotowania.